# Harold Gray
Pour les articles homonymes, voir Gray.
Harold Lincoln Gray, né à Kankakee (Illinois) le 20 janvier 1894 et décédé le 9 mai 1968 à La Jolla (Californie), est un auteur de bande dessinée américain. Il est surtout connu pour son comic-strip Little Orphan Annie.

## Biographie
Harold Lincoln Gray naît le 20 janvier 1894 à Kankakee (Illinois). Élevé dans une ferme, il est encore écolier lorsqu'il perd ses parents. Il fait des études d'ingénieur à l'Université de Purdue et est diplômé en 1917. C'est pendant ses études, en 1913 qu'il commence à vendre des dessins aux publications locales, tout en travaillant sur des chantiers de construction. Durant la première guerre mondiale, il sert comme instructeur. À son retour, il est d'abord engagé par le Chicago Tribune puis, de 1921 à 1924, il devient l'assistant de Sidney Smith, le créateur du comic-strip The Gumps comme lettreur.
En 1924, il propose à Joseph Medill Patterson, directeur du New York Daily News sa propre idée de série, les aventures d'un orphelin prénommé Otto ou, selon certaines sources, Andy... Patterson, considérant qu'il existait déjà bien assez de ce genre d'œuvres lui impose de mettre une robe à son héros et de l'appeler Little Orphan Annie (Annie la petite orpheline). 
Politiquement conservateur, Harold Gray crée une Annie correspondant à sa vision du monde, : indépendante, motivée, ne croyant pas  à des solutions structurelles aux problèmes du monde et se sentant finalement assez à son aise avec la fortune de Warbucks - mais elle ne refuse jamais de donner un coup de main bien entendu. Petit à petit, l'univers d'Annie s'étoffe avec les personnages de Sandy (son chien), Oliver Warbucks (le milliardaire), Punjab (garde du corps de Warbucks).
Gray aimait raconter qu'il parcourait 40 000 miles chaque année pour se documenter sur son propre pays, et il est vrai que Little Orphan Annie balade le lecteur dans toutes les couches de la société américaine.
Le dessin de Harold Gray est simple et sans charme particulier. Les yeux ronds et vides qu'il donne à ses personnages rendent leurs expressions ouvertes à toutes les interprétations.
Harold Gray dessine un temps les personnages principaux de Little Joe, une série créée par son assistant et cousin Ed Leffingwell. La série, qui est ensuite reprise par Robert Leffingwell, raconte les aventures d'un orphelin du far-west. En 1931-1932, Gray réalise la série Private lives, qui s'articule autour des objets de la vie quotidienne. Puis en 1933 il crée Maw Green, une série dérivée (Spin-off) de Little Orphan Annie, dont le protagoniste principal est une Irlandaise haute en couleur.
En 1925, Harold Gray perd sa première épouse, Doris Platt. Quatre ans plus tard il épouse Winifred Frost et part vivre dans le Connecticut, à Green farms, et plus tard en Californie à La Jolla. En 1967, le milliardaire Oliver Warbucks est atteint d'un cancer. Son auteur Harold Gray aussi. Le premier parvient à combattre la maladie, mais pas le second.
Ce n'est pas un hasard. Comme le dit le théoricien Harry Morgan :
« Gray s'identifie clairement avec « Daddy » Warbucks. Ils ont le même âge. Ils viennent du même coin de l'Illinois. Ils ont fait les mêmes études d'ingénieur. Et - ironie du destin - Gray est devenu très riche en racontant l'histoire du financier et de l'orpheline, de sorte qu'ils ont, toutes choses égales par ailleurs, la même situation sociale ! Tous deux sont le « papa » (avec des guillemets) d'Annie, « Daddy » dans la sphère de la fiction, Gray dans l'hypersphère du « vrai monde où l'on raconte les histoires ». Rien ne s'oppose donc à ce que Gray place ses idées dans la bouche de « Daddy »... quand il ne les attribue pas à Annie. »
— Harry Morgan
En 2009, il est inscrit à titre posthume au temple de la renommée Will Eisner.